# Tailai
Der Kreis Tailai (chinesisch 泰來縣 / 泰来县, Pinyin Tàilái Xiàn) ist ein Kreis der bezirksfreien Stadt Qiqihar in der Provinz Heilongjiang. Er hat eine Fläche von 3.910 km² und zählt 249.153 Einwohner (Stand: Zensus 2020). Sein Hauptort ist die Großgemeinde Tailai (泰来镇).
Die Stätte der Ruinenstadt Tazicheng (Tazi chengzhi 塔子城址), die bis auf die Zeit der Liao-Dynastie zurückgeht, steht seit 2006 auf der Liste der Denkmäler der Volksrepublik China (6-65).